# Городской сад (Колпино)
Городско́й сад — сад в городе Колпино Колпинского района Санкт-Петербурга. Занимает квартал площадью 1,9 га между проспектом Ленина, бульваром Победы, бульваром Свободы и Советским каналом.

## История
В 1895 году одновременно со строительством здания клуба Морского собрания создавался сад. Сад был открыт только в летний сезон, и его открытие, обычно в мае, на праздник Троицы, было торжественным. В саду по выходным и праздникам устраивались разные развлекательные мероприятия: на эстраде небольшой духовой оркестр Сапёрного батальона играл военную музыку, проводились детские гуляния с демонстрацией фокусов. После строительства в 1907 году заводского лазарета в саду разместился Летний театр. Он представлял собой открытую сцену. В летний сезон — в период работы сада — на ней ставились драматические, комические и оперные спектакли.
По сообщениям 1911 года, дважды в неделю (с 5 вечера до полуночи) проводились народные гуляния.
Каждый год здесь высаживают от 60 до 100 тыс. тюльпанов.

## Реконструкция сада
В рамках проекта произведены следующие работы:
- Проложены дренажные трубы.
- Обустроены пешеходные дорожки и выложены плиткой разных форм и цветов.
- Посажены новые деревья, кустарники и цветы-летники и многолетники.
- Выполнен ремонт набережной.

Все работы завершились в начале ноября 2007 года.

«Городской сад в 1950-е годы»
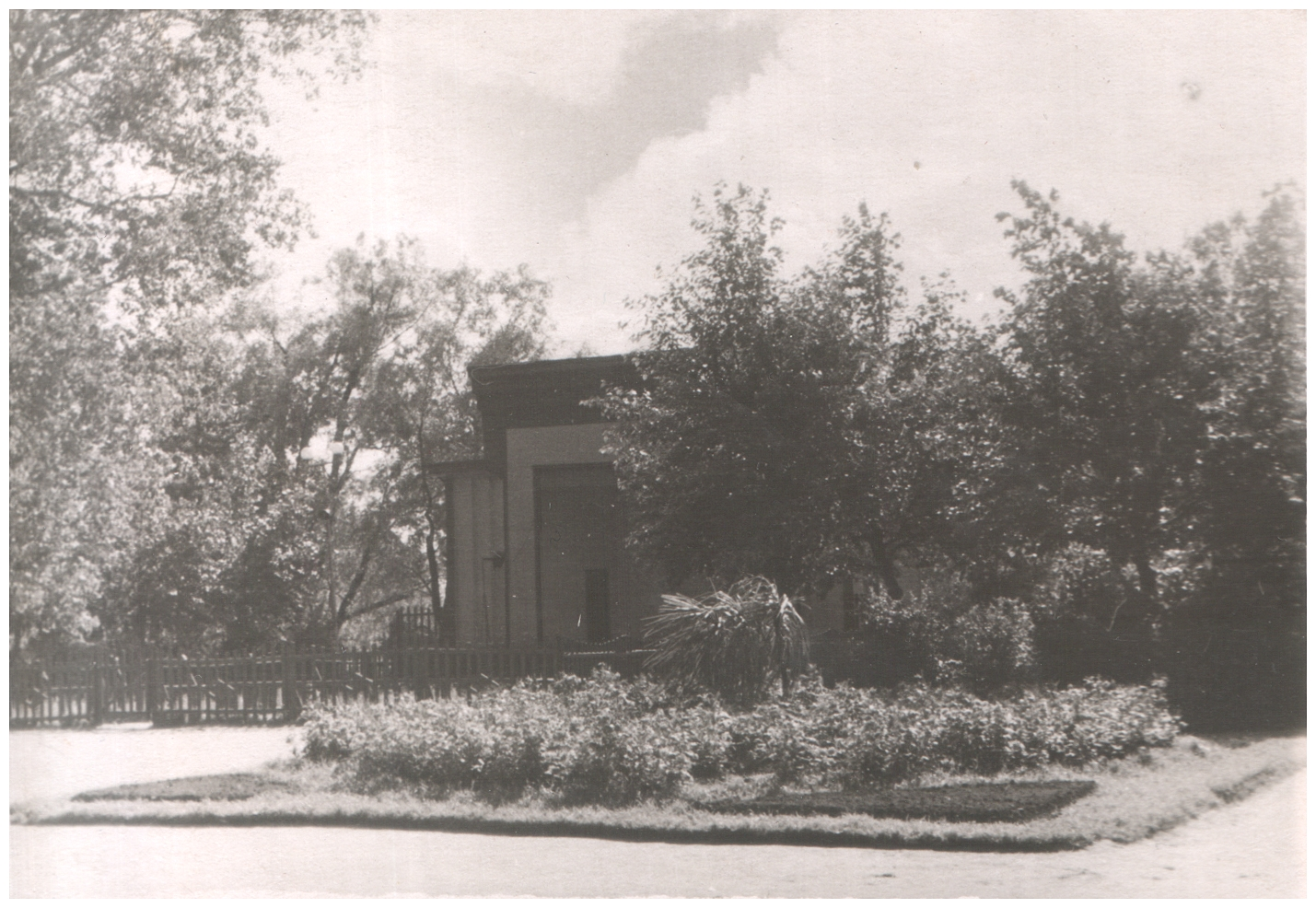
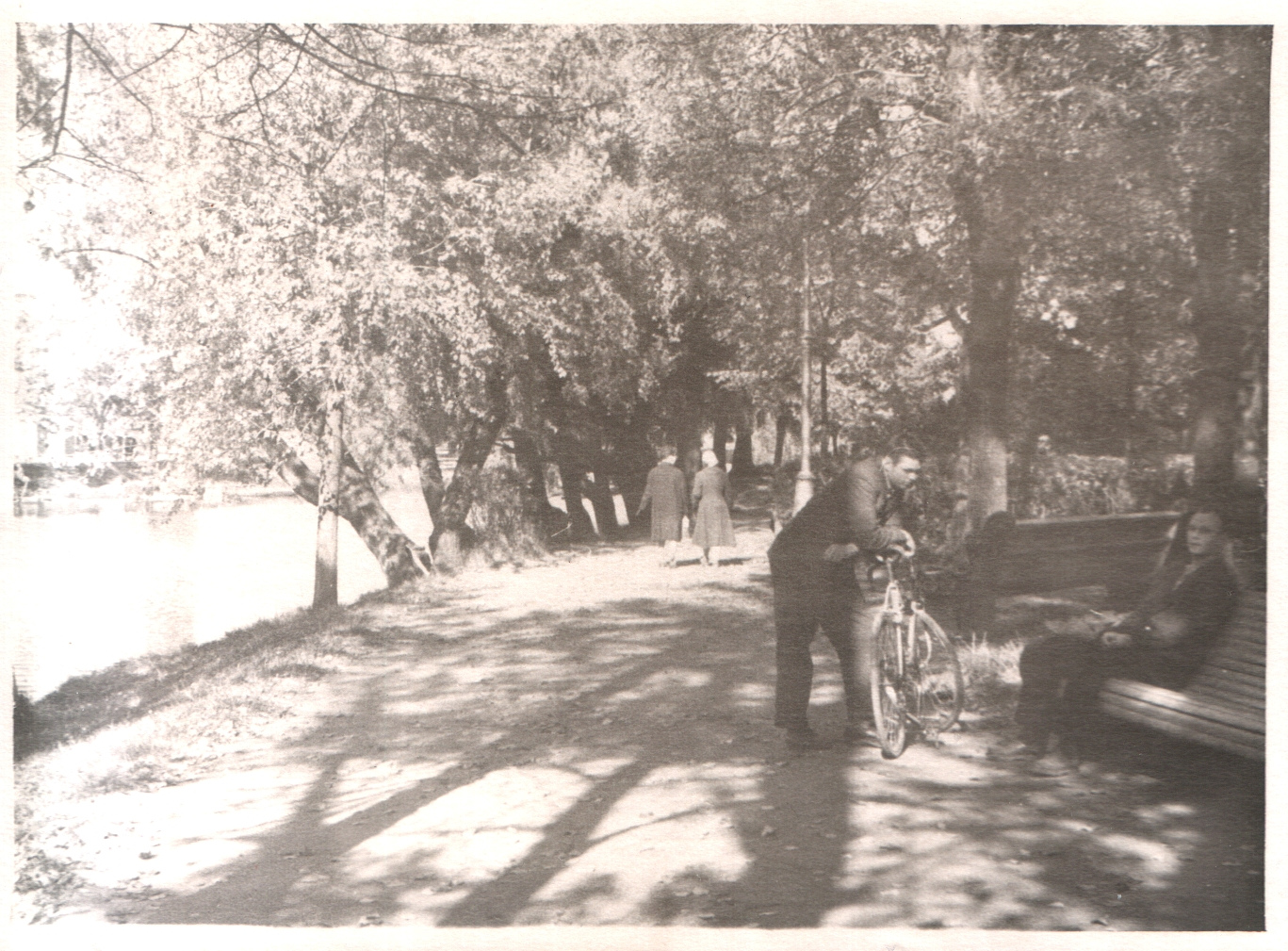
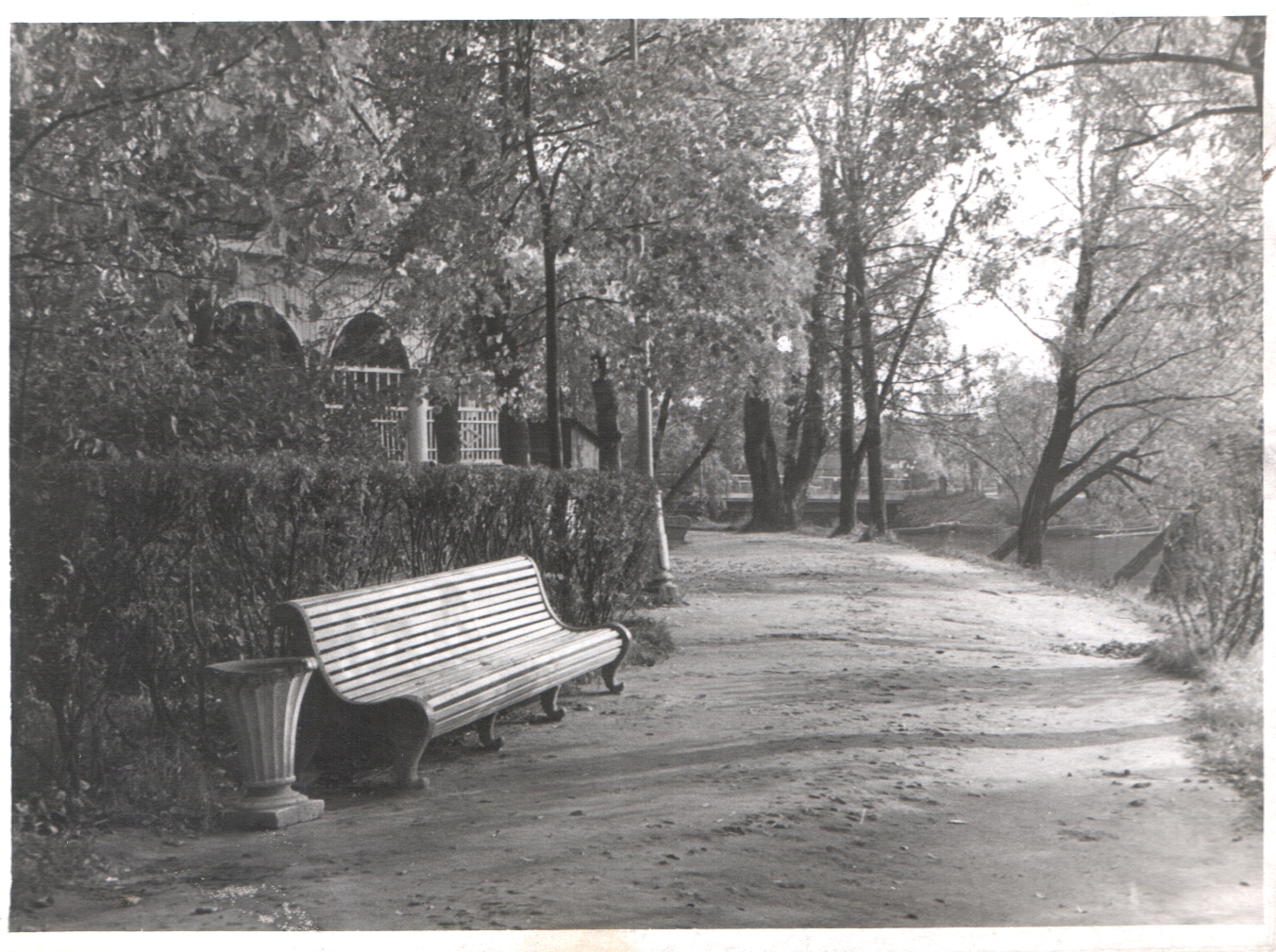

«Сад весной»
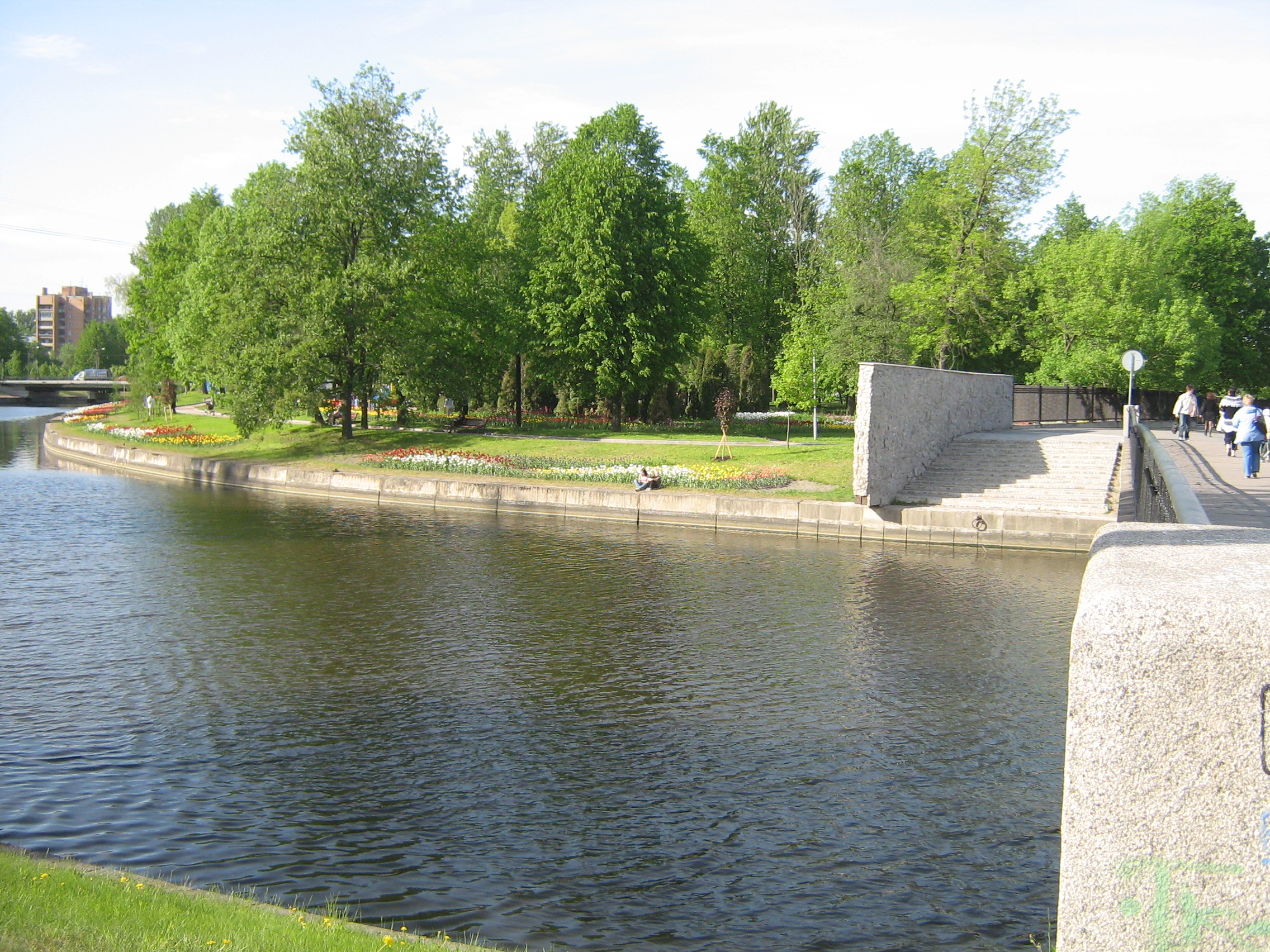
Городской сад с моста в створе ул. Володарского.
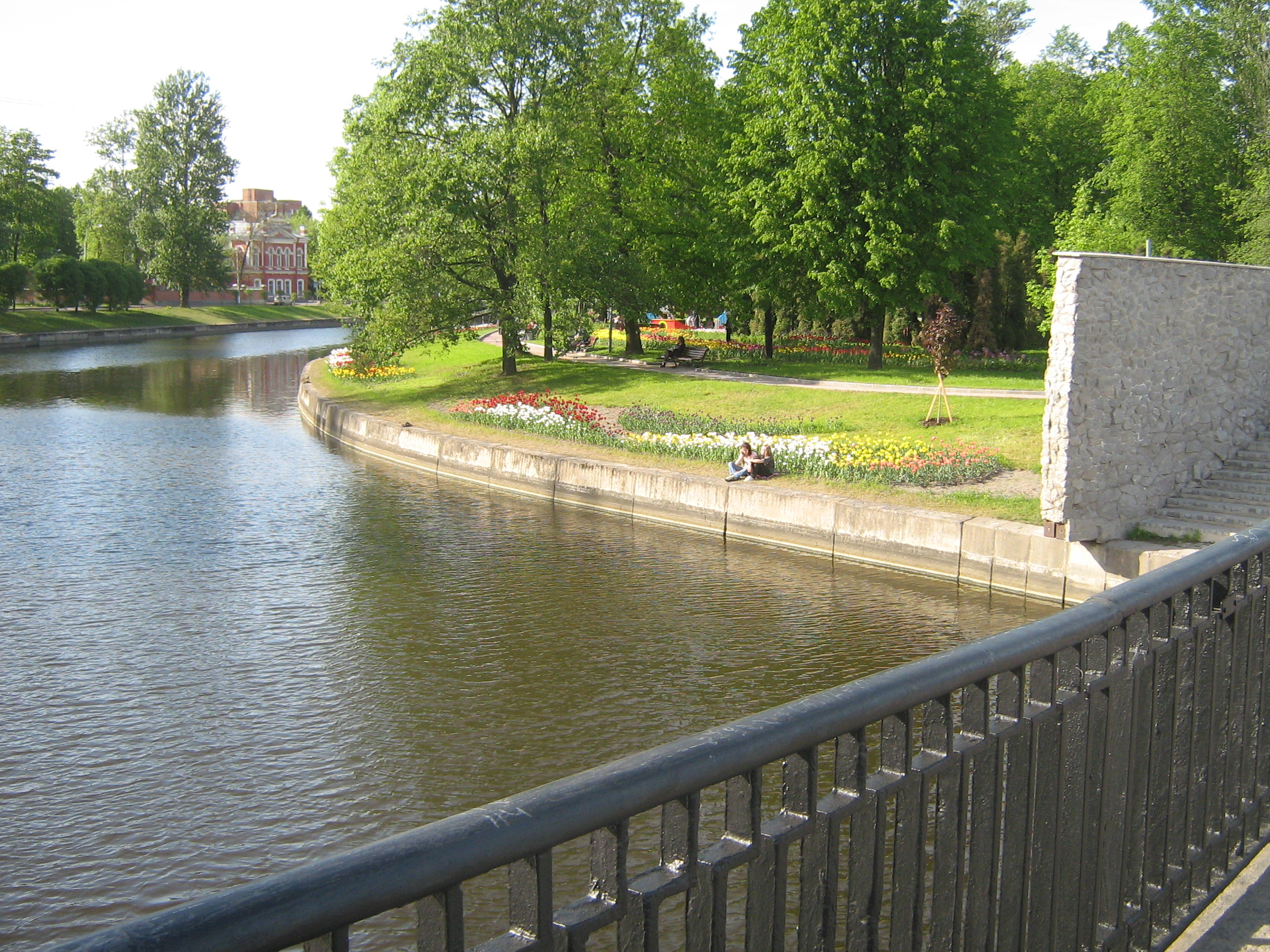
Городской сад с моста в створе ул. Володарского.
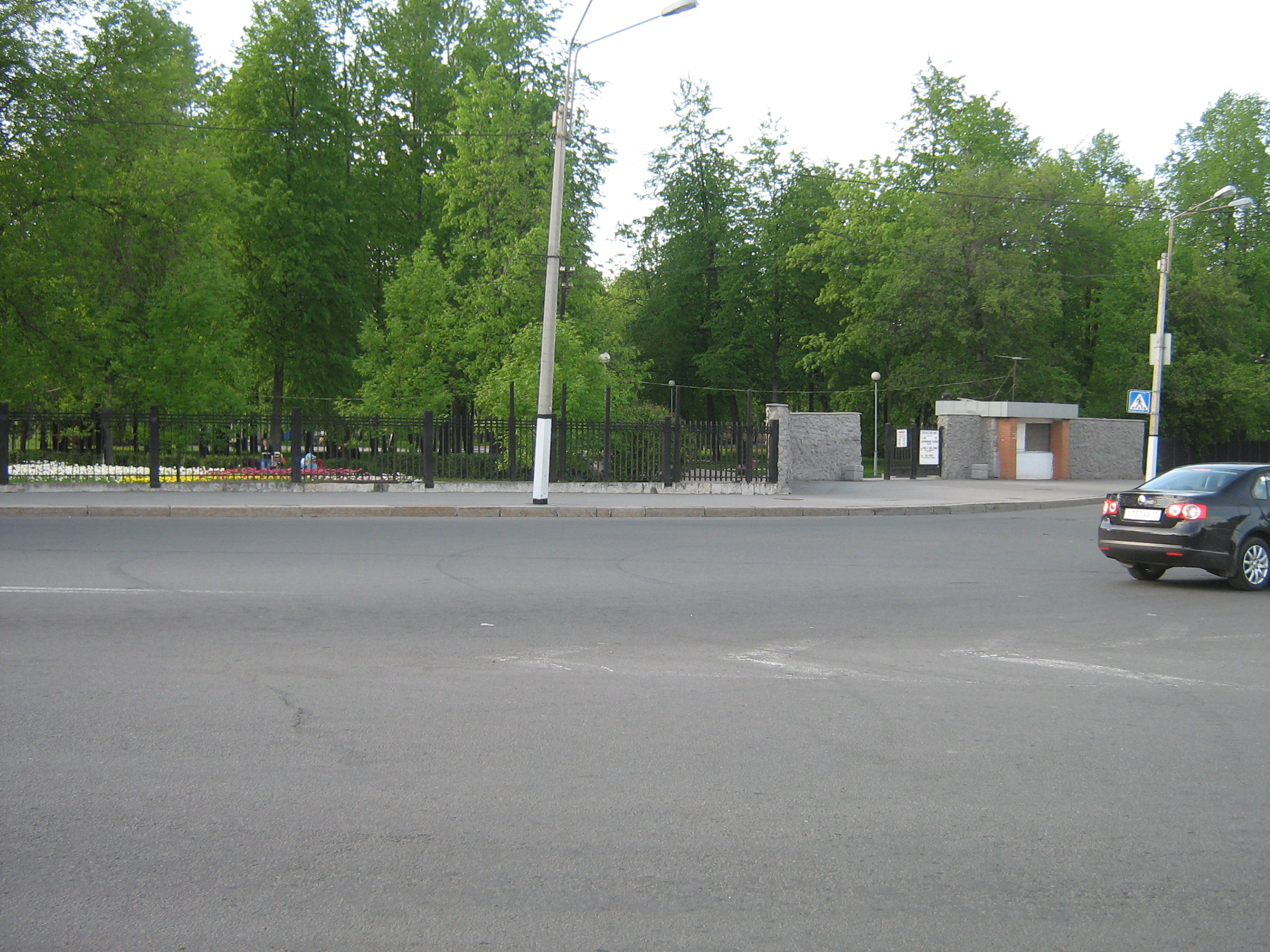
Городской сад. Центральный вход.
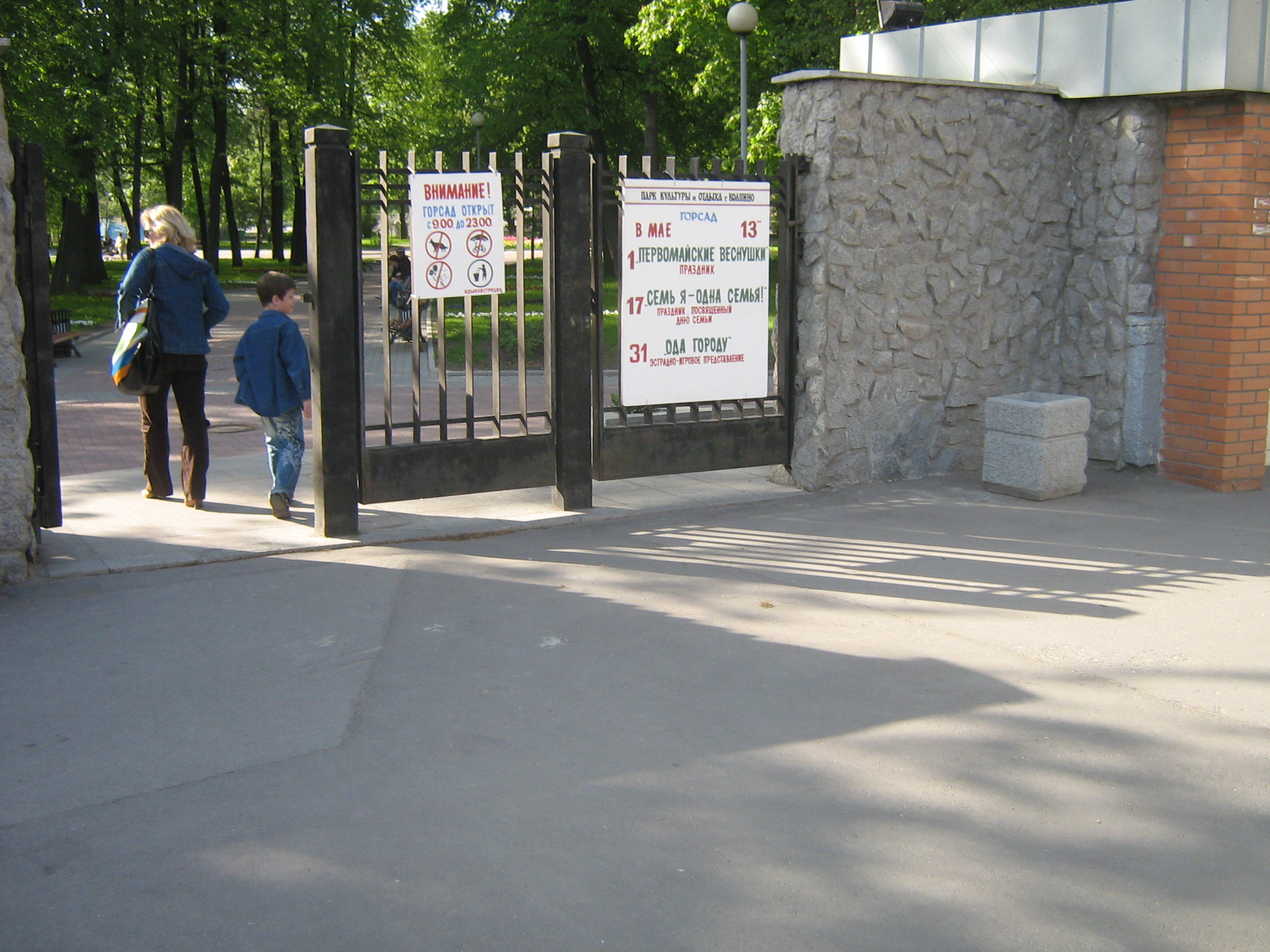
Городской сад. Центральный вход.
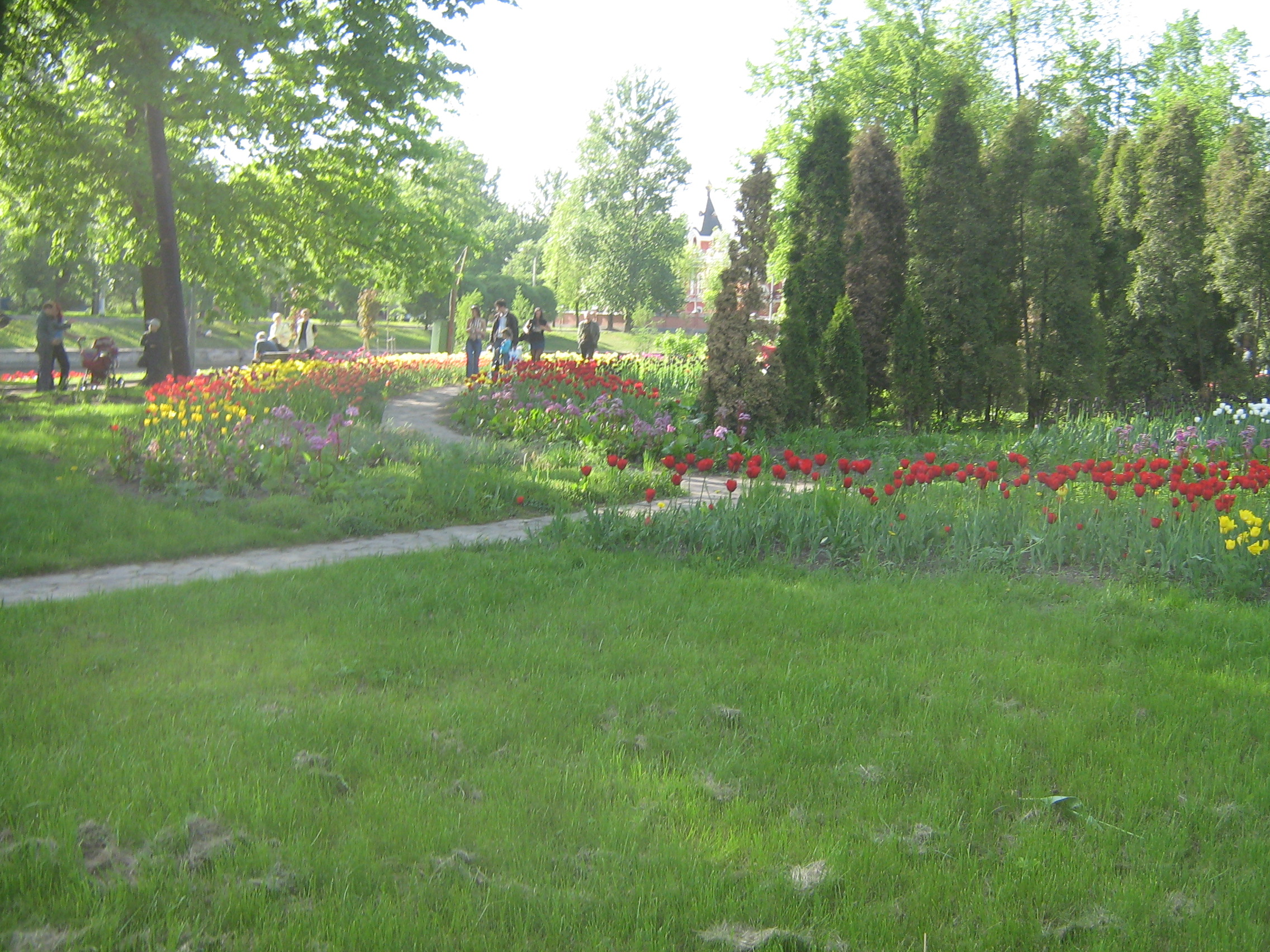
Городской сад.
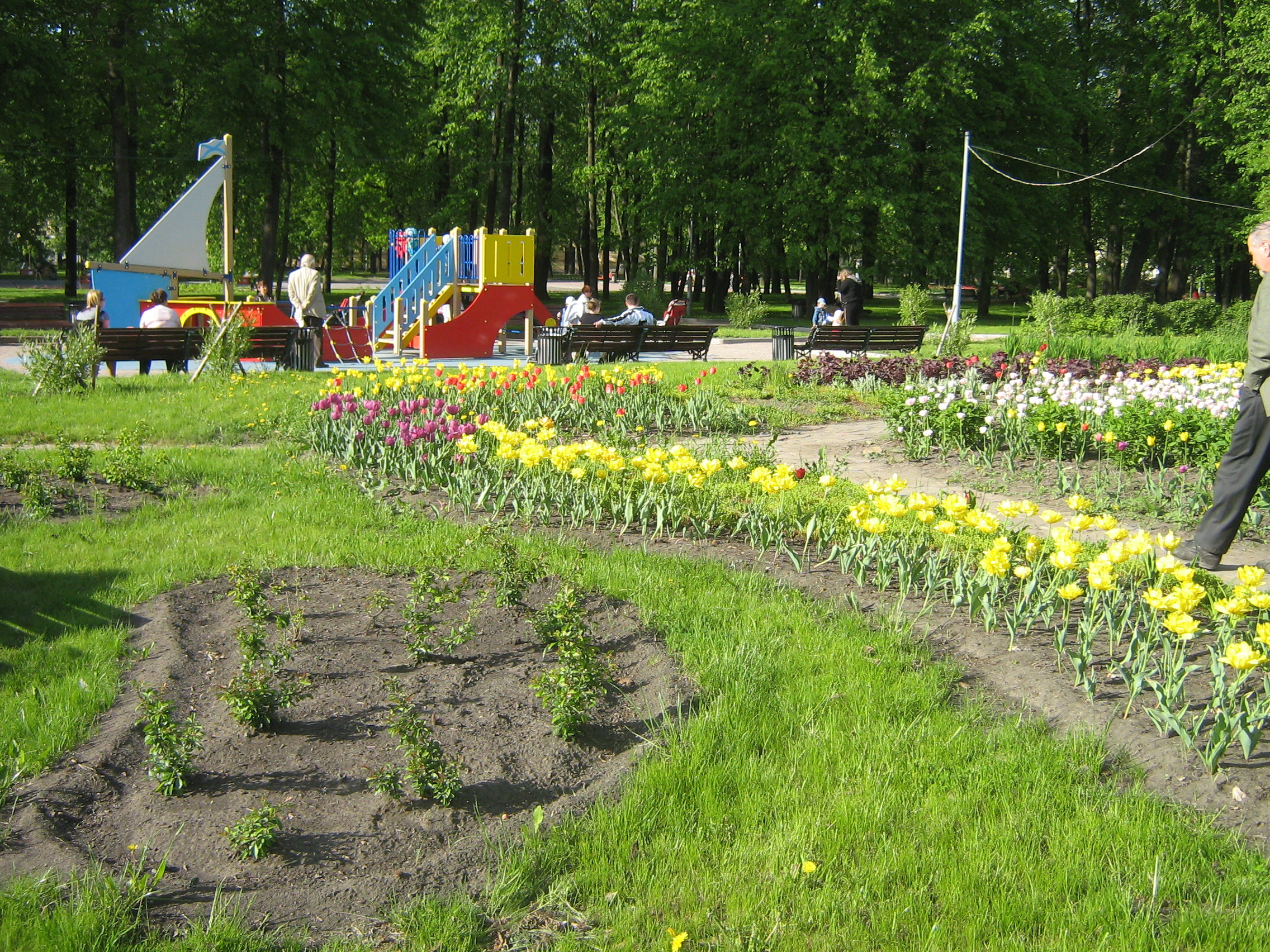
Городской сад. Детская игровая площадка.
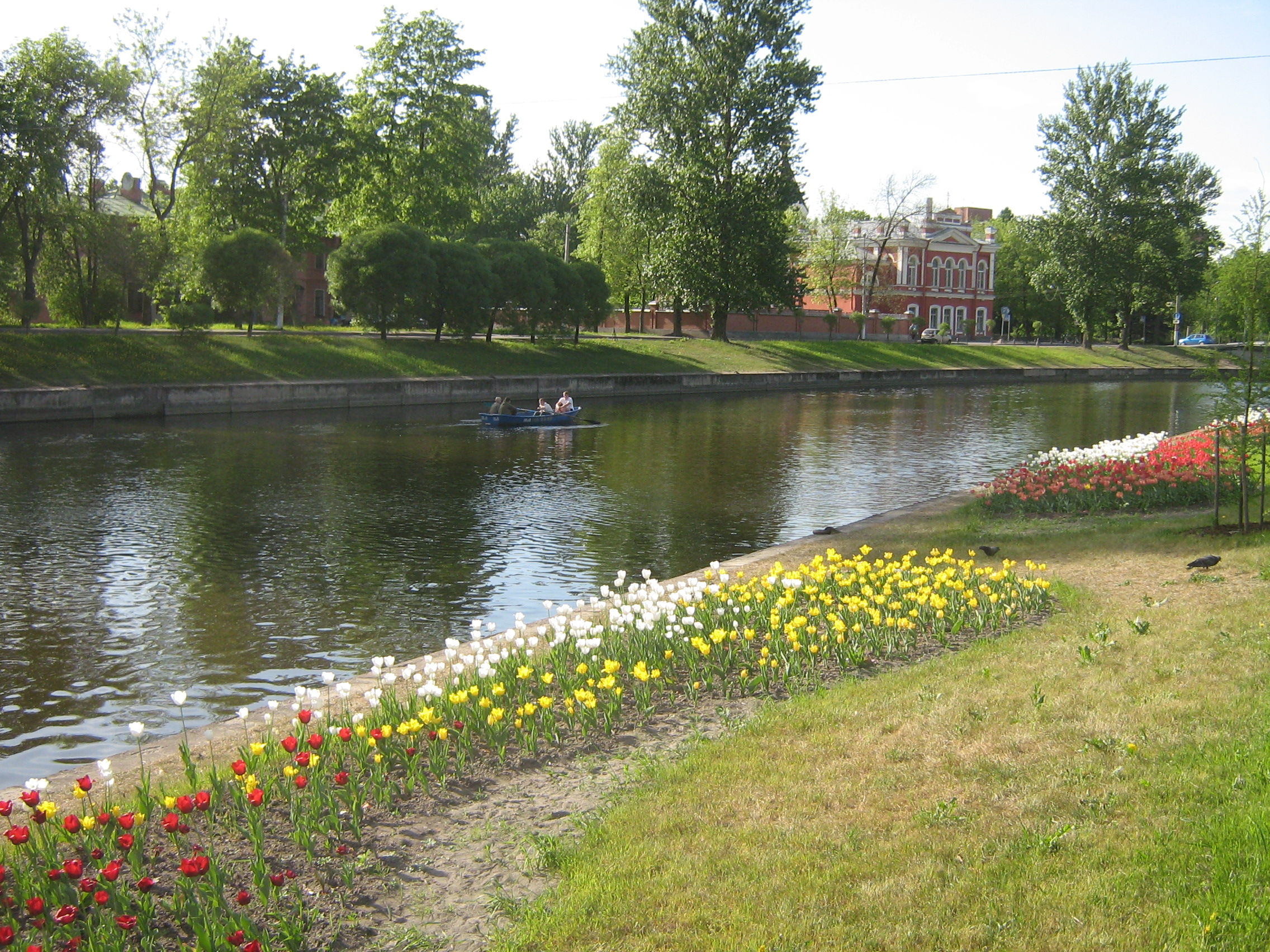
Городской сад. Вид на храм Вознесения Господня.
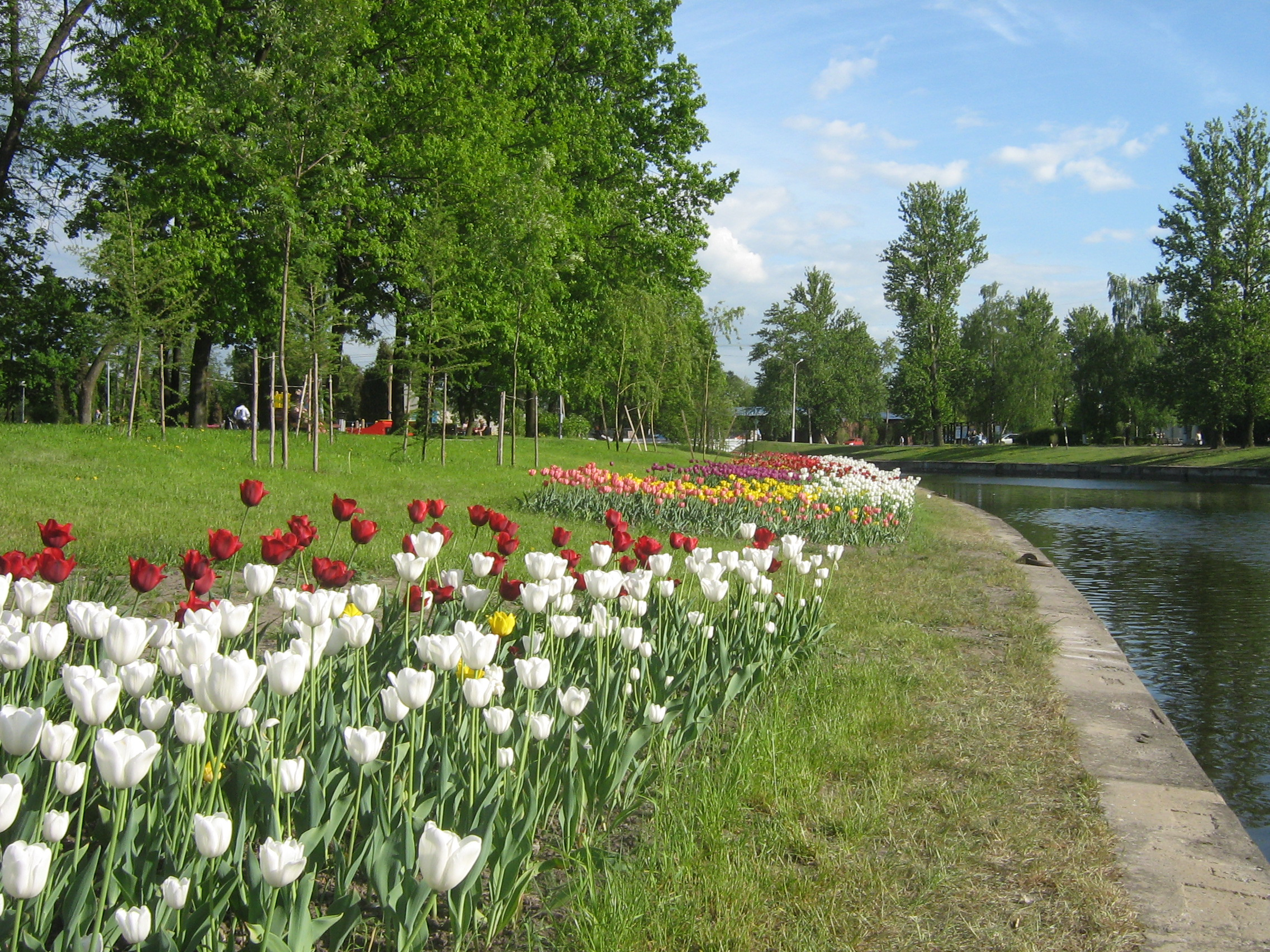
Городской сад. Вид на реку Ижора.
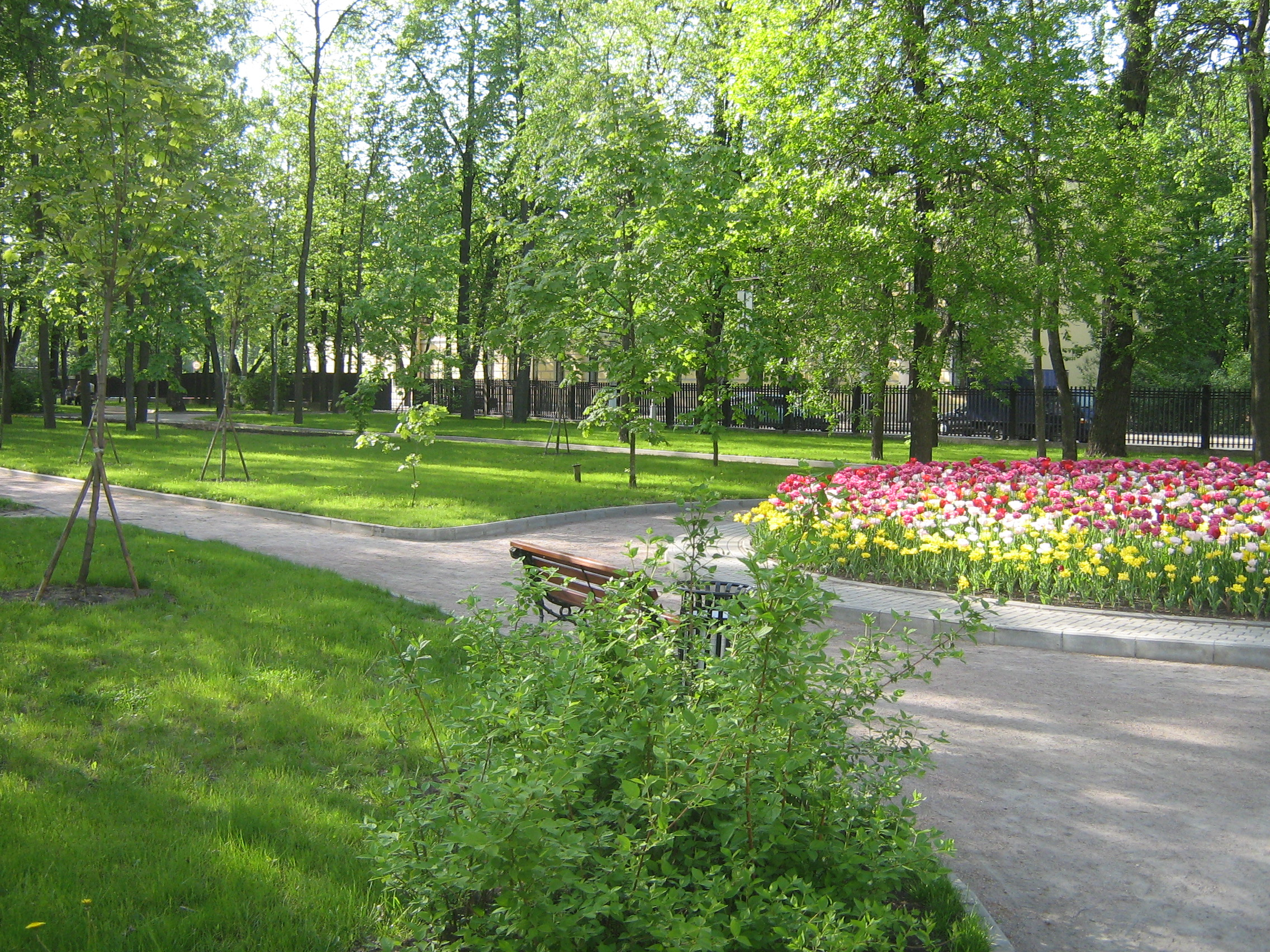
Городской сад.
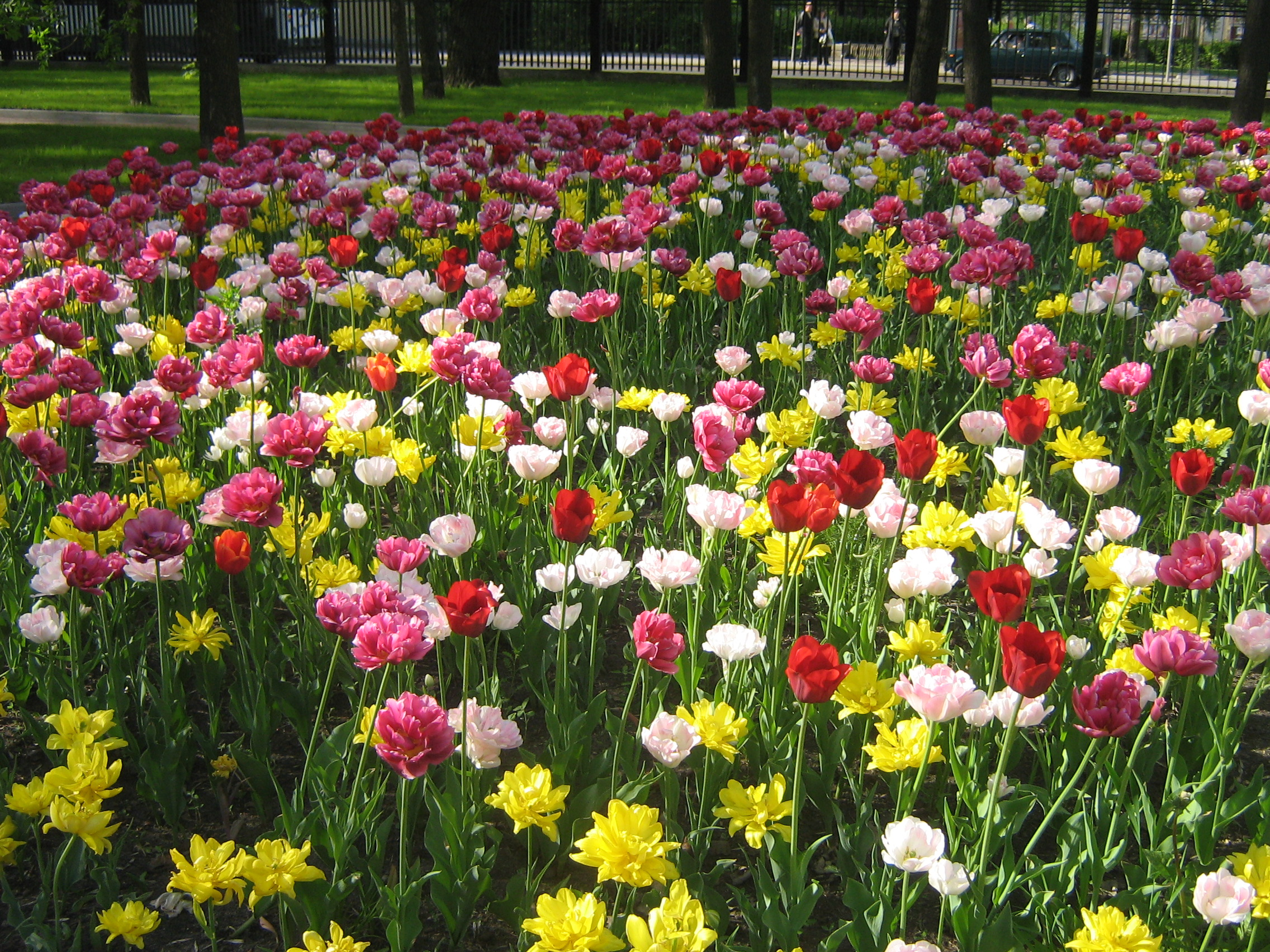
Городской сад. Тюльпаны.
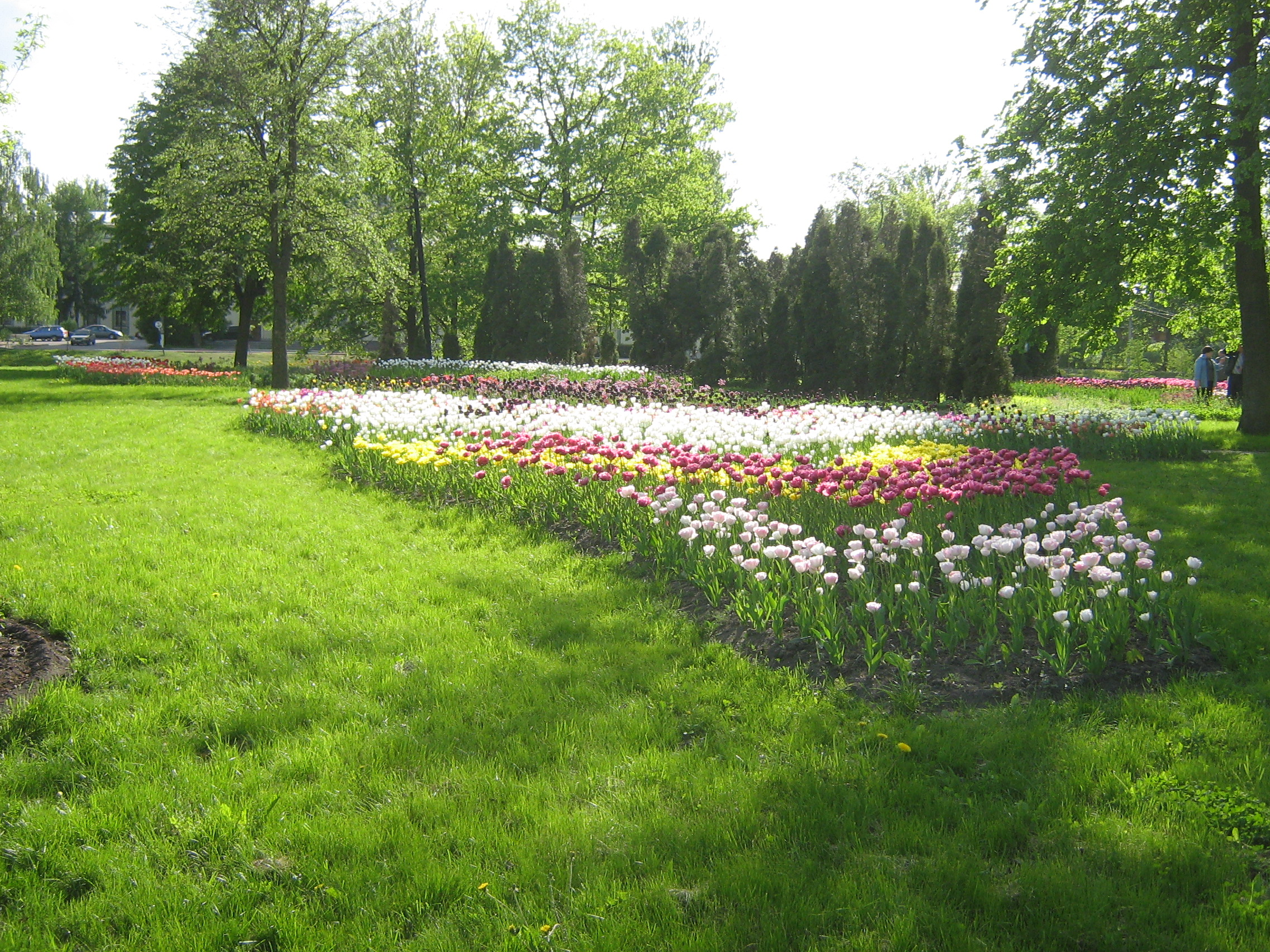
Городской сад. Тюльпаны.
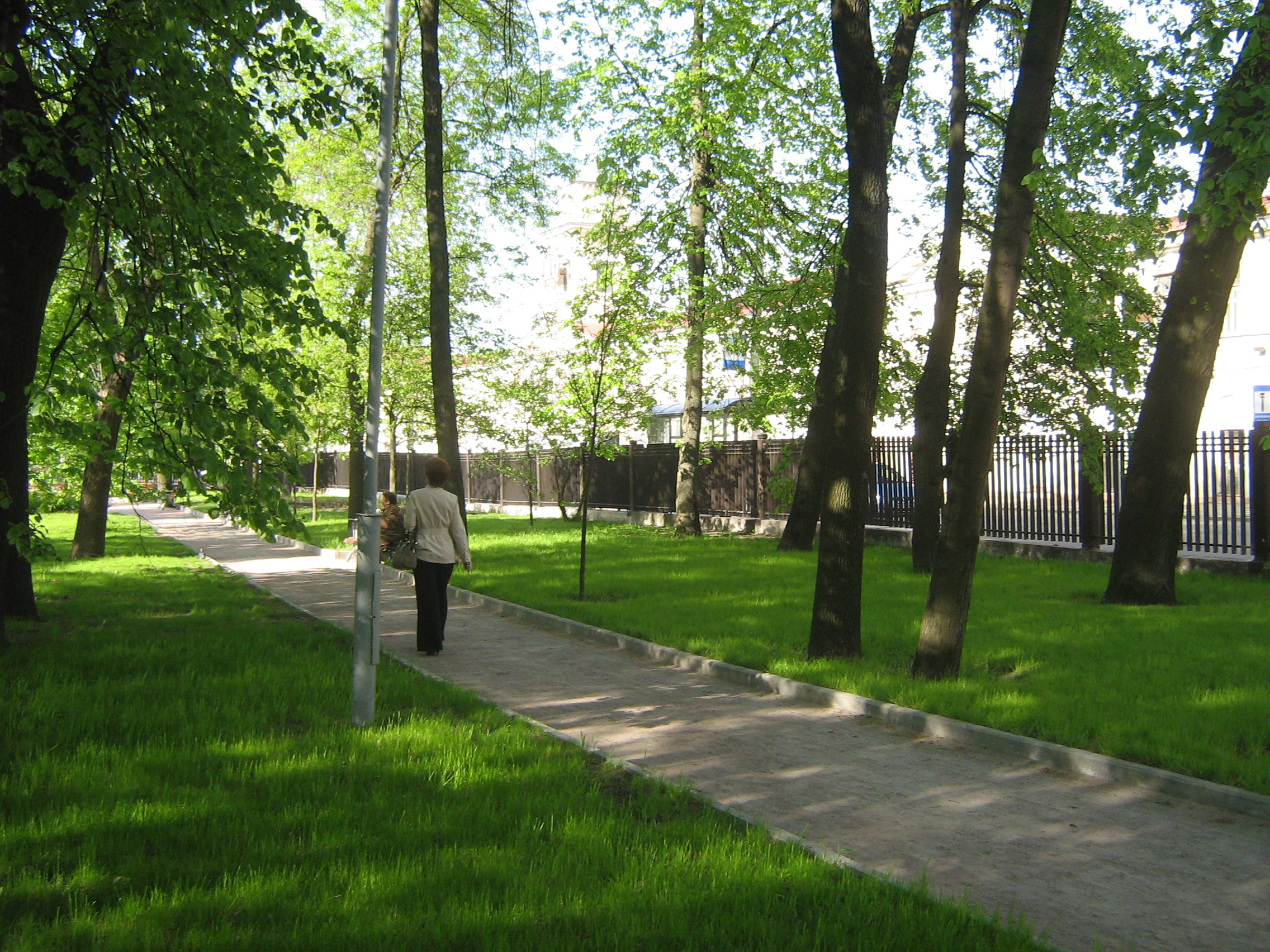
Городской сад.